# Peeples Valley
Peeples Valley és una concentració de població designada pel cens dels Estats Units a l'estat d'Arizona. Segons el cens del 2000 tenia 374 habitants.

## Demografia
Segons el cens del 2000, Peeples Valley tenia 374 habitants, 176 habitatges, i 127 famílies La densitat de població era de 9,6 habitants/km².
Dels 176 habitatges en un 14,2% hi vivien nens de menys de 18 anys, en un 64,2% hi vivien parelles casades, en un 6,3% dones solteres, i en un 27,3% no eren unitats familiars. En el 22,7% dels habitatges hi vivien persones soles l'11,9% de les quals corresponia a persones de 65 anys o més que vivien soles. El nombre mitjà de persones vivint en cada habitatge era de 2,13 i el nombre mitjà de persones que vivien en cada família era de 2,42.
Per edats la població es repartia de la següent manera: un 14,4% tenia menys de 18 anys, un 2,4% entre 18 i 24, un 17,6% entre 25 i 44, un 31,8% de 45 a 60 i un 33,7% 65 anys o més.
L'edat mediana era de 57 anys. Per cada 100 dones de 18 o més anys hi havia 90,5 homes.
La renda mediana per habitatge era de 24.861 $ i la renda mediana per família de 34.107 $. Els homes tenien una renda mediana de 41.250 $ mentre que les dones 18.750 $. La renda per capita de la població era de 15.353 $. Aproximadament el 7% de les famílies i el 9,7% de la població estaven per davall del llindar de pobresa.

## Poblacions més properes
El següent diagrama mostra les poblacions més properes.